# Bob vid olympiska vinterspelen 1928
Vid olypiska vinterspelen 1928 hölls endast en tävling i bob, femmanna. Tävlingen avgjordes den 18 februari 1928.

## Medaljörer
| Spel              | Guld                                                                     | Silver                                                              | Brons                                                                      |
| Herrar, fyramanna | USA William Fiske Nion Tucker Geoffrey Mason Clifford Gray Richard Parke | USA Jennison Heaton David Granger Lyman Hine Thomas Doe Jay O'Brien | Tyskland Hanns Kilian Hans Heß Sebastian Huber Valentin Krempl Hanns Nägle |

## Medaljtabell
| Pl.    | Nation   | Guld | Silver | Brons | Totalt |
| ------ | -------- | ---- | ------ | ----- | ------ |
| 1      | USA      | 1    | 1      | 0     | 2      |
| 2      | Tyskland | 0    | 0      | 1     | 1      |
|        |          |      |        |       |        |
| Totalt | Totalt   | 1    | 1      | 1     | 3      |

## Resultat
| Pl. | Lag    | Åkare | Åk 1   | Åk 2   | Totalt |
| --- | ------ | --- | ------ | ------ | ------ |
| 1   | USA II | Billy Fiske, Nion Tocker, Geoffrey Mason, Clifford Gray och Richard Parke                                       | 1.38,9 | 1.41,6 | 3.20,5 |
| 2   | USA I  | Jennison Heaton, David Granger, Lyman Hine, Jay O'Brien och Thomas Doe                                          | 1.42,3 | 1.38,7 | 3.21,0 |
| 3   | GER II | Hanns Kilian, Hans Heß, Sebastian Huber, Valentin Krempl och Hanns Nägle                                        | 1.41,7 | 1.40,2 | 3.21,9 |
| 4   | ARG I  | Arturo Gramajo, Ricardo González, Mariano de María, Rafael Iglesias och John Victor Nash                        | 1.40,1 | 1.42,5 | 3.22,6 |
| 5   | ARG II | Eduardo Hope, Jorge del Carril, Héctor Milberg, Horacio Iglesias och Horacio Gramajo                            | 1.42,3 | 1.40,6 | 3.22,9 |
| 6   | BEL I  | Ernest Lambert, Walter Ganshof, Marcel Sedille-Courbon, Max Houben och Léon Tom                                 | 1.39,8 | 1.44,7 | 3.24,5 |
| 7   | ROU II | Grigore Socolescu, Ion Gavăţ, Traian Niţescu, Toma Ghiţulescu och Mircea Socolescu                              | 1.43,8 | 1.40,8 | 3.24,6 |
| 8   | SUI I  | Charles Stoffel, René Fonjallaz, Henry Höhnes, E. Coppetti och Louis Koch                                       | 1.43,1 | 1.42,6 | 3.25,7 |
| 9   | GBR II | Henry Martineau, Walter Birch, John Dalrymple, John Gee och Edward Hall                                         | 1.41,7 | 1.44,5 | 3.26,2 |
| 10  | GBR I  | George Pim, Guy Tracey, David Griffith, Frederick Browning och Thomas Warner                                    | 1.40,6 | 1.45,7 | 3.26,3 |
| 11  | MEX    | Lorenzo Elizaga, Juan de Landa, J. Díaz, Mario Casasos och Genaro Díaz                                          | 1.44,9 | 1.42,8 | 3.27,6 |
| 12  | NED    | Curt van de Sandt, Jacques Delprat, Edwin Teixeira de Mattos, Henri Dekking och Hubert Menten                   | 1.43,5 | 1.45,5 | 3.29,0 |
| 13  | SUI II | Jean Mollien, John Schneiter, René Ansermoz, André Mollien och William Pichard                                  | 1.41,7 | 1.48,2 | 3.29,9 |
| 14  | FRA I  | Jean de Suarez d'Aulan, Michel Baur, Roger Petit-Didier, Jacques Petit-Didier och William Beamisch              | 1.43,7 | 1.46,3 | 3.30,0 |
| 15  | FRA II | André Dubonnet, Bernard du Pontavice de Heussey, Joseph Dedein, Stéphane de la Rochefoucault och Jacques Rheins | 1.45,7 | 1.44,5 | 3.30,2 |
| 16  | BEL II | Charles Mulder, Hubert Kryn, Ferdinand Hubert, Louis Rooy och Robert Langlois                                   | 1.45,0 | 1.46,2 | 3.31,2 |
| 17  | POL    | Józef Broel-Plater, Jerzy Bardziński, Jerzy Łucki, Jerzy Potulicki-Skórzewski och Antoni Bura                   | 1.44,8 | 1.46,8 | 3.31,6 |
| 18  | GER I  | Hans-Edgar Endres, Paul Martin, Karl Reinhardt, Paul Volkhardt och Rudolf Soenning                              | 1.48,0 | 1.43,9 | 3.31,9 |
| 19  | ROU I  | Alexandru Berlescu, Eugen Ştefănescu, Petre Petrovici, Tita Rădulescu och Horia Roman                           | 1.47,3 | 1.44,9 | 3.32,2 |
| 20  | LUX    | Marc Schoetter, Raoul Weckbecker, Willy Heldenstein, Pierre Kaempff och Auguste Hilbert                         | 1.45,8 | 1.46,9 | 3.32,7 |
| 21  | ITA    | Giancarlo Morpugo, Carlo Sem, Luigi Cerutti, Giuseppe Crivelli och Piero Marchetti                              | 1.45,0 | 1.49,6 | 3.34,6 |
| 22  | AUT II | Franz Lorenz, Franz Wohlgemuth, Eduard Pechanda, Benno Karner och Richard Lorenz                                | 1.42,3 | 1.49,7 | 3.42,0 |
| —   | AUT I  | Gustav Mader, Hugo Weinstengel, Michael Waissnix, Walter Sehr och Franz Pamperl                                 | 1.44,2 | DSQ    | DNF    |

## Deltagare
Totalt 115 åkare i 23 lag från 14 länder deltog.
- Argentina (2 lag)
- Belgien (2 lag)
- Frankrike (2 lag)
- Italien (1 lag)
- Luxemburg (1 lag)
- Mexiko (1 lag)
- Nederländerna (1 lag)
- Polen (1 lag)
- Rumänien (2 lag)
- Schweiz (2 lag)
- Storbritannien (2 lag)
- Tyskland (2 lag)
- USA (2 lag)
- Österrike (2 lag)